# 幹員 (駭客任務)
幹員（英語：Agent），亦有翻譯為探員或特工，是《駭客任務》系列中的一組角色。它們是精心偽裝成男性政府特工的有意識的電腦程式，具有很高的人工智能水平。他們是《駭客任務》虛構世界中的代表，是母體的計算機生成世界中的守護者（相当于杀毒软件），保護它免受任何威脅到母體或可以暴露其為虛擬現實的人或事的侵害，他們也搜尋並終止任何惡意程式，例如The Keymaker，因為這些程序不再對整個Machine目標有用。他們在身體上看起來像人類，但傾向於以高度精確和機械的方式說話和行動。

## 分析
威廉·歐文（William Irwin）說，與「複雜、不同和互補」的主角相比，幹員是「非個人的、通用的和可互換的」。